# アンリ・ジョルジュ
アンリ・ジョルジュ（Henry George、1891年2月18日 - 1976年1月6日）は、ベルギー、シャルルロワ出身の自転車競技選手。
1920年アントワープオリンピック、50kmレースで優勝した。